# Emmanuel Joyau
Emmanuel Joyau est un philosophe français, né en 1850 au Havre (Seine-Inférieure) et mort en 1924 à Clermont-Ferrand.
Il était professeur de lettres, spécialiste de philosophie antique à l'Université de Clermont-Ferrand (1910).

## Biographie
Emmanuel Joyau est né au Havre le 19 octobre 1850. Il vint achever au lycée Napoléon, à Paris, ses études commencées au lycée du Havre, et entra à l'École normale en 1869. Agrégé de philosophie en 1873, il enseigna tour à tour aux lycées d'Auch (1873), de Limoges (1874), d'Angoulême (1879), et de Douai (1883); puis, comme chargé de cours, à la faculté des lettres d'Aix (1887), et à celle de Clermont (1893), où il devint l'année suivante titulaire de la chaire de philosophie.
Ses thèses de doctorat ont pour titre Platonis Protagoras, sive Socratica de natura virtutis doctrina (Paris, 1879, in-8) et De l'Invention dans les arts, les sciences et la pratique de la vertu (1879, in-8). Il a donné par la suite Essai sur la liberté morale (1888), où la liberté est représentée non comme un don fait à tous par la nature, mais comme une conquête de la volonté ; la Théorie de la grâce et la liberté morale de l'homme (1889), où il montre l'inanité de toute tentative de conciliation entre ces doctrines contradictoires ; la Philosophie en France pendant la Révolution (1893), où il étudie l'influence des divers philosophes du XVIIIe siècle sur les orateurs et les hommes politiques de la Révolution. Il meurt le 22 mars 1924 à Clermont-Ferrand . 

## Œuvres
- La chaire de philosophie à la Faculté des lettres de Clermont, 1855-1893, 58 p., Clermont-Ferrand, G. Mont-Louis, 1899[2]
- Épicure, 222 p., Paris : F. Alcan, 1910[3]
- Petit cours de philosophie, à l'usage des candidats au baccalauréat ès lettres-mathématiques, enseignement classique et enseignement moderne, 2e partie, 2e et 3e séries, 2e édition, IV-126 p., Paris : Garnier frères, [s.d.]
- De l'Influence des milieux sur le caractère des hommes, par E. Joyau,..., -44 p., Le Havre : impr. de Lepelletier, 1880
- De l'Invention dans les arts, dans les sciences et dans la pratique de la vertu, par E. Joyau, XVI-213 p., Paris : G. Baillière, 1879
- L'Ennui, discours prononcé à la distribution solennelle des prix du lycée d'Auch, par E. Joyau,... le 6 août 1874, 16 p., Auch : impr. de Delas, 1874
- Essai sur la liberté morale, par E. Joyau,..., X-246 p., Paris : F. Alcan, 1888
- La Philosophie en France pendant la Révolution (1789-1795), son influence sur les institutions politiques et juridiques, par E. Joyau,..., 307 p., Paris : E. Rousseau, 1893
- Platonis Protagoras sive Socratica de natura virtutis doctrina : haec apud Facultatem litterarum parisiensem disputabat E. Joyau..., VI-61 p., Parisiis : G. Baillière, 1879
- Les Principes des sciences sociales, leçon d'ouverture du cours professé à l'Université de Clermont, 5 décembre 1896 [signé E. Joyau], 13 p., Clermont-Ferrand : impr. de G. Mont-Louis, 1897
- La Théorie de la grâce et la liberté morale de l'homme, par E. Joyau..., 129 p., Paris : F. Alcan, 1889